# Mekčina
Mekčina (lat. Ludwigia) rod biljaka iz porodice vrbolikovki (Onagraceae).  Mekčina ima stabljiku koja je dugačka između 10 do 50 cm, i zna puzati po zemlji ili pluta u vodi. Ima male elipstaste listove koji su ružičasto-zelene boje. 
Kod nas je poznata vrsta močvarna mekčina (L. palustris)

## Vrste
1. Ludwigia abyssinica A.Rich.
2. Ludwigia adscendens (L.) H.Hara
3. Ludwigia adscendens subsp. adscendens
4. Ludwigia adscendens subsp. diffusa (Forssk.) P.H.Raven
5. Ludwigia affinis (DC.) H.Hara
6. Ludwigia africana (Brenan) H.Hara
7. Ludwigia alata Elliott
8. Ludwigia albiflora Ramamoorthy
9. Ludwigia alternifolia L.
10. Ludwigia anastomosans (DC.) H. Hara
11. Ludwigia arcuata Walter
12. Ludwigia bonariensis (Micheli) H. Hara
13. Ludwigia brachyphylla (Micheli) H. Hara
14. Ludwigia brenanii H.Hara
15. Ludwigia brevipes (Long) Eames
16. Ludwigia bullata (Hassl.) H. Hara
17. Ludwigia burchellii (Micheli) H.Hara
18. Ludwigia caparosa (Cambess.) H. Hara
19. Ludwigia clavellina M. Gómez
20. Ludwigia curtissii Chapm.
21. Ludwigia decurrens Walter
22. Ludwigia densiflora (Micheli) H.Hara
23. Ludwigia didymosperma (H. Perrier) H. Hara
24. Ludwigia dodecandra (DC.) Zardini & P.H. Raven
25. Ludwigia elegans (Cambess.) H.Hara
26. Ludwigia epilobioides Maxim.
27. Ludwigia erecta (L.) H.Hara
28. Ludwigia filiformis (Micheli) Ramamoorthy
29. Ludwigia foliobracteolata (Munz) H.Hara
30. Ludwigia glandulosa Walter
31. Ludwigia glandulosa subsp. brachycarpa (Torr. & A. Gray) C. I Peng
32. Ludwigia glandulosa subsp. glandulosa
33. Ludwigia grandiflora (Michx.) Greuter & Burdet
34. Ludwigia grandiflora subsp. hexapetala (Hook. & Arn.) G.L. Nesom & Kartesz
35. Ludwigia hassleriana (Chodat) Ramamoorthy
36. Ludwigia helminthorrhiza (Mart.) H.Hara
37. Ludwigia hexapetala (Hook. & Arn.) Zardini, H.Y. Gu & P.H. Raven
38. Ludwigia hirtella Raf.
39. Ludwigia hookeri (Micheli) H. Hara
40. Ludwigia hyssopifolia (G.Don) Exell
41. Ludwigia inclinata (L.f.) M.Gómez
42. Ludwigia inclinata var. verticillata
43. Ludwigia irwinii Ramamoorthy
44. Ludwigia jussiaeoides Desr.
45. Ludwigia lacustris Eames
46. Ludwigia lagunae (Morong) H. Hara
47. Ludwigia lanceolata Elliott
48. Ludwigia laruotteana (Cambess.) H. Hara
49. Ludwigia latifolia (Benth.) H.Hara
50. Ludwigia leptocarpa (Nutt.) H.Hara
51. Ludwigia leptocarpa subsp. angustissima
52. Ludwigia leptocarpa subsp. foliosa (C. Wright ex Griseb.) Borhidi
53. Ludwigia leptocarpa subsp. leptocarpa
54. Ludwigia linearis Walter
55. Ludwigia linifolia Poir.
56. Ludwigia longifolia (DC.) H.Hara
57. Ludwigia major (Micheli) Ramamoorthy
58. Ludwigia maritima R.M. Harper
59. Ludwigia martii (Micheli) Ramamoorthy
60. Ludwigia mexiae (Munz) H. Hara
61. Ludwigia micrantha (Kunze) H.Hara
62. Ludwigia microcarpa Michx.
63. Ludwigia multinervia (Hook. & Arn.) Ramamoorthy
64. Ludwigia myrtifolia (Cambess.) H. Hara
65. Ludwigia natans Elliott
66. Ludwigia natans var. rotundata (Griseb.) Fernald & Griscom
67. Ludwigia neograndiflora (Munz) H. Hara
68. Ludwigia nervosa (Poir.) H.Hara
69. Ludwigia nesaeoides Perrier de la Bathie
70. Ludwigia octovalvis (Jacq.) P.H.Raven
71. Ludwigia octovalvis subsp. brevisepala (Brenan) P.H.Raven
72. Ludwigia octovalvis subsp. sessiliflora (Micheli) P.H.Raven
73. Ludwigia ovalis Miq.
74. Ludwigia palustris (L.) Elliott
75. Ludwigia peploides (Kunth) P.H.Raven
76. Ludwigia peploides var. glabrescens (Kuntze) Shinners
77. Ludwigia peploides subsp. montevidensis (Spreng.) P.H.Raven
78. Ludwigia peploides subsp. peploides
79. Ludwigia peploides subsp. stipulacea (Ohwi) P.H. Raven
80. Ludwigia perennis L.
81. Ludwigia peruviana (L.) H.Hara
82. Ludwigia peruviana var. glaberrima
83. Ludwigia pilosa Walter
84. Ludwigia polycarpa Short & R. Peter
85. Ludwigia potamogeton (Micheli) H. Hara
86. Ludwigia prostrata Roxb.
87. Ludwigia pseudonarcissus (Chodat & Hassl.) Ramamoorthy
88. Ludwigia quadrangularis (Micheli) H.Hara
89. Ludwigia ravenii C. I Peng
90. Ludwigia repens J.R. Forst.
91. Ludwigia rigida (Miq.) Sandwith
92. Ludwigia sedioides (Humb. & Bonpl.) H.Hara
93. Ludwigia senegalensis (DC.) Troch.
94. Ludwigia sericea (Cambess.) H.Hara
95. Ludwigia simpsonii Chapm.
96. Ludwigia × simulata Small
97. Ludwigia spathulata Torr. & A. Gray
98. Ludwigia speciosa (Brenan) Hoch, Goldblatt & P.H. Raven
99. Ludwigia sphaerocarpa Elliott
100. Ludwigia stenorraphe (Brenan) H.Hara
101. Ludwigia stenorraphe subsp. macrosepala (Brenan) P.H. Raven
102. Ludwigia stenorraphe subsp. reducta (Brenan) P.H. Raven
103. Ludwigia stenorraphe subsp. stenorrhaphe
104. Ludwigia stricta (C. Wright ex Griseb.) C. Wright
105. Ludwigia suffruticosa Walter
106. Ludwigia × taiwanensis C. I Peng
107. Ludwigia tepicana M.E. Jones
108. Ludwigia tomentosa (Cambess.) H. Hara
109. Ludwigia torulosa (Arn.) H.Hara
110. Ludwigia uruguayensis (Cambess.) H.Hara
111. Ludwigia virgata Michx.